# Aelurillus v-insignitus obsoletus
Aelurillus v-insignitus là một phân loài nhện trong họ Salticidae.
Loài này thuộc chi Aelurillus. Aelurillus v-insignitus obsoletus được Wladislaus Kulczynski miêu tả năm 1891.

## Hình ảnh

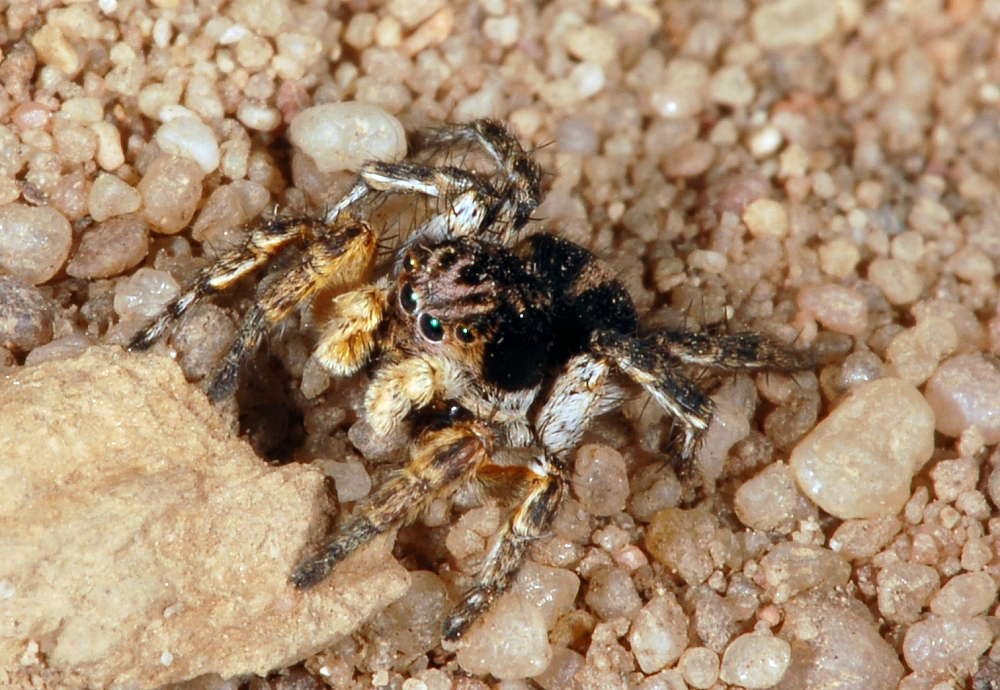
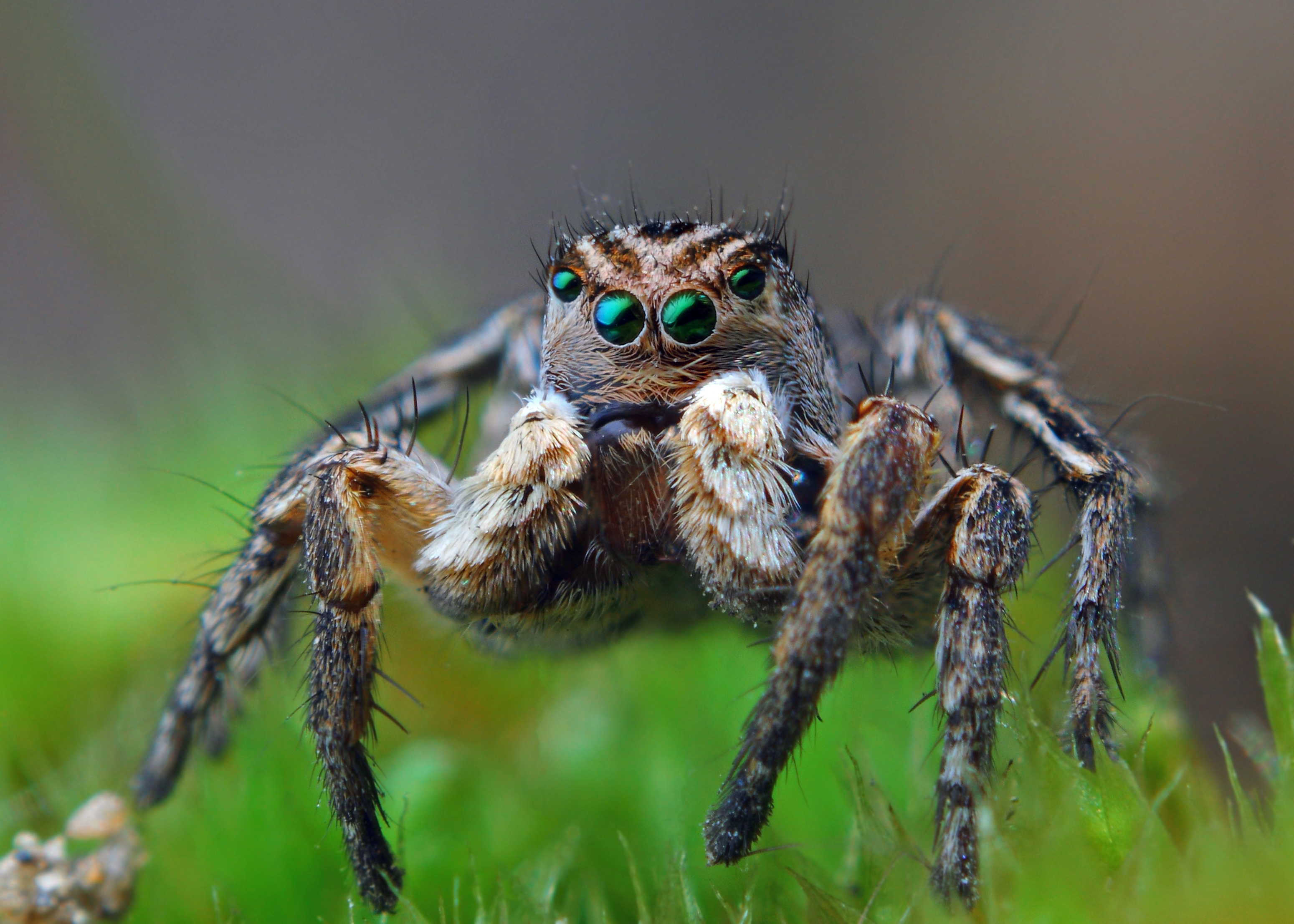
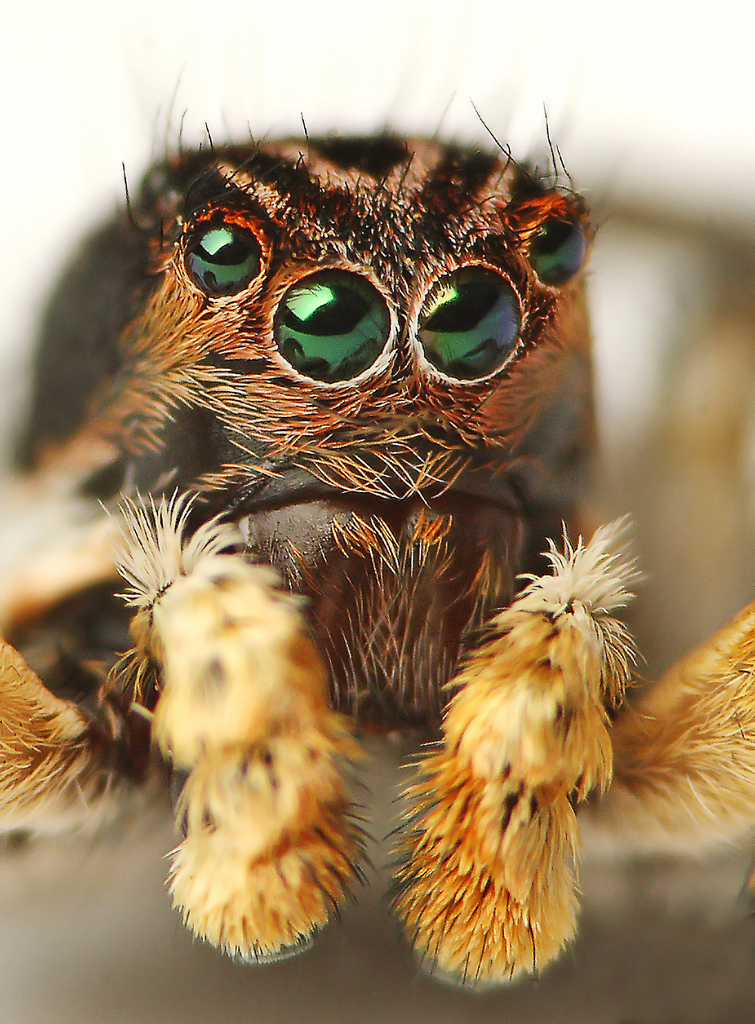
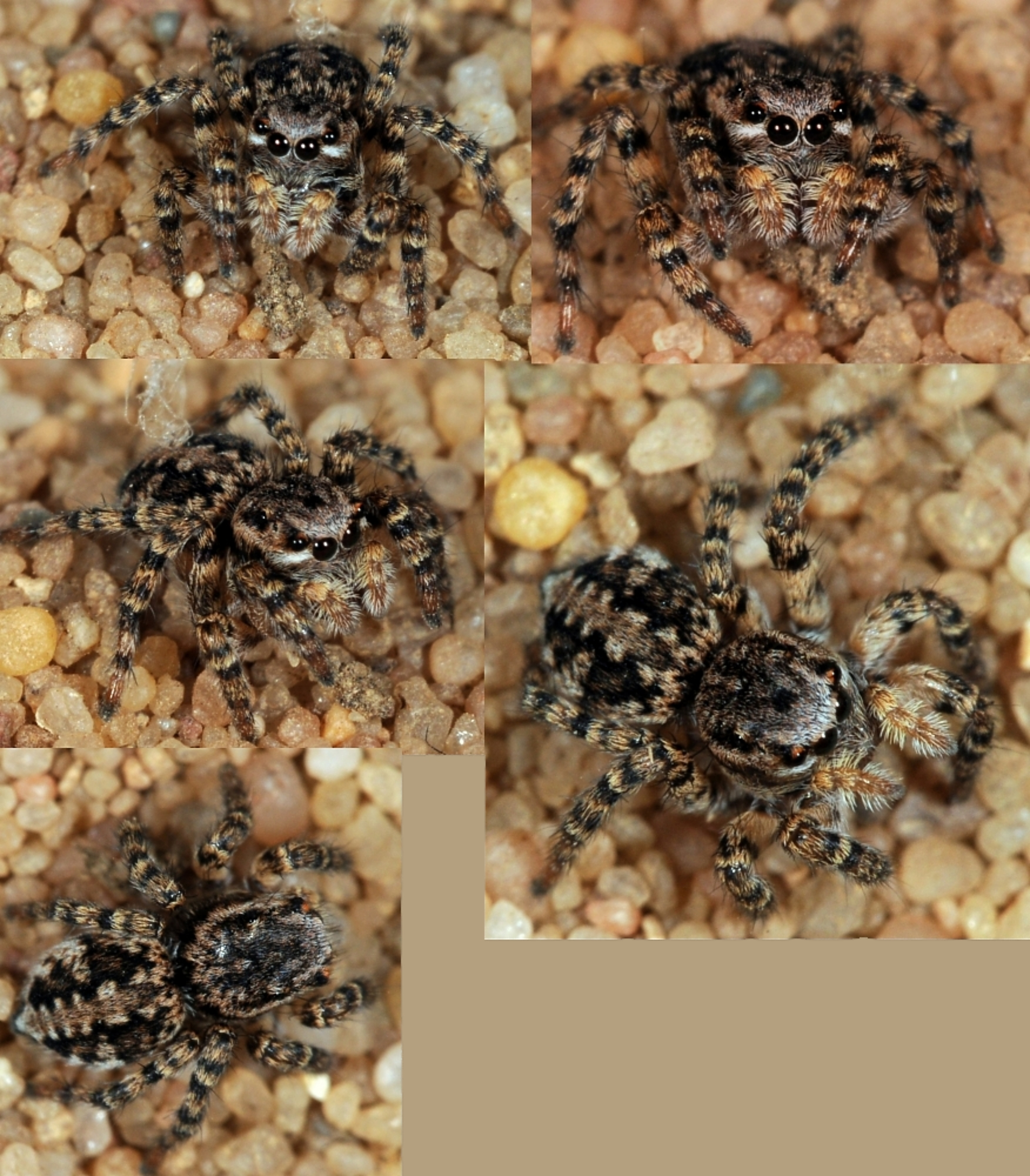